# 1977 في سويسرا
فيما يلي قوائم الأحداث التي وقعت خلال عام 1977 في سويسرا.

## سياسة

### تعيين في المنصب
- 7 ديسمبر – بيير أوبيرت عضو المجلس الفيدرالي السويسري.

### انتهاء فترة المنصب
- 7 ديسمبر – بيير أوبيرت عضو مجلس الولايات السويسري.

## رياضة
- 24 يوليو – سباق طواف فرنسا 1977 الفائزون هني كويبر، برنارد تيفينيه، لوسيان فان يمبي.

## مواليد

### يناير
- 12 يناير – خوسيه لويس ديوس لاعب كرة قدم إسباني.
- 24 يناير – ميشيل هونزيكر ممثلة، مضيفة تلفزيونية ومغنية إيطالية سويسرية.

### فبراير
- 22 فبراير – هاكان ياكين لاعب كرة قدم سويسري.

### مارس
- 8 مارس – يوهان فوغل لاعب كرة قدم سويسري.

### أبريل
- 20 أبريل – إيف لاروك دي جي سويسري.
- 26 أبريل – رافييل فيكي لاعب كرة قدم سويسري.

### يوليو
- 7 يوليو – بينجامين هوغل لاعب كرة قدم سويسري.

### أغسطس
- 24 أغسطس – ماسيمو كولومبا لاعب كرة قدم سويسري.

### سبتمبر
- 24 سبتمبر – دوشان بافلوفيتش لاعب كرة قدم سويسري.

### نوفمبر
- 10 نوفمبر – ستيفاني بيرغر
- 21 نوفمبر – برونو بيرنر لاعب كرة قدم سويسري.
- 22 نوفمبر – دانيال امهوف لاعب كرة قدم كندي.

## وفيات

### أبريل
- 2 أبريل – إدوارد أرنولد (مواليد 1895) سياسي سويسري.

### مايو
- 4 مايو – هانز مارتن سوترمايستر (مواليد 1907)